# Emil Dreher
Emil Friedrich Dreher (* 26. April 1901 in Durlach; † 11. September 1981 in Karlsruhe-Durlach) war ein deutscher Elektrotechniker und NS-Sportfunktionär.

## Ausbildung
Emil Dreher, Sohn eines Seilermeisters, besuchte das Gymnasium in Durlach. Danach studierte er von 1920 bis 1926 Elektrotechnik an der TH Karlsruhe, wo er 1920/21 Mitglied der Burschenschaft Germania Karlsruhe (heute Teutonia) wurde. Von 1926 bis 1934 war er als Gruppenführer in der Werbeabteilung der Zentral-Verkehrsverwaltung und in der Literarischen Abteilung der Siemens-Schuckertwerke in Berlin-Siemensstadt.
1934 verlobte er sich mit Karoline Helene Ludwig.

## Nationalsozialismus
Dreher trat am 1. September 1923 der NSDAP bei. Er war Mitglied bis zu ihrer Auflösung und trat zum 1. November 1929 erneut ein (Mitgliedsnummer 160.600). Zugleich trat er der SA bei. Am 1. März 1930 wurde er SA-Scharführer, und am 1. Juli desselben Jahres SA-Truppführer. Vom 7. März 1931 bis 1. Juli 1933 war er Führer des Sturms 39/1 in Charlottenburg, ab dem 1. April 1931 als SA-Sturmführer. Danach wurde er Führer des Sturmbands IV/1 (Hans Eberhard Maikowski), ebenfalls in Charlottenburg, ab dem 22. September 1933 als SA-Sturmbannführer und ab dem 9. November 1934 als SA-Oberbannführer. Vom 1. April 1935 bis 31. März 1937 war er Führer der Standarte R 109, ab dem 20. April 1936 als Standartenführer. Am 1. April 1937 ging er zur Brigade 30, ab dem 30. Januar 1941 als SA-Oberführer.
Am 16. August 1934 wurde er versetzt zum Stab des Obersten SA-Führers und wurde zum Verbindungsführer des Obersten SA-Führers zum Reichssportführer Hans von Tschammer und Osten. Zunächst war Dreher Referent im Hauptamt Kampfspiele des Reichssportführers zur Vorbereitung der Olympischen Spiele. Vom 1. April 1936 bis zum 31. März 1938 war er Stellvertretender Reichssportfelddirektor und Betriebsleiter der Reichssportfelder in Berlin. Am 1. April 1938 wurde er auf unbestimmte Zeit Reichssportfelddirektor.
Dreher war Mitglied der Deutschen Arbeitsfront, der NS-Volkswohlfahrt, und des Reichsbundes für Leibesübungen. Er nahm mindestens an den Reichsparteitagen 1933 bis 1935 und den Aufmärschen der SA-Gruppe Berlin-Brandenburg von 1929 bis 1936 teil.
Während des Zweiten Weltkrieges war er zunächst als Unteroffizier tätig. Später war er als Technischer Kriegsverwaltungsrat zunächst bei der 93. Infanteriedivision und später bei der 5. Panzerdivision in Russland im Einsatz.

## Auszeichnungen
Dreher erhielt die Dienstauszeichnung der NSDAP in Silber und in Bronze. 1936 erhielt er das Deutsche Olympia-Ehrenzeichen 2. Klasse.
Er wurde ausgezeichnet mit dem Eisernen Kreuz II. Klasse 1942, mit dem KVK II 1941 und mit dem KVK I jeweils mit Schwertern, 1942 mit der Ostmedaille und Verwundetenabzeichen in Schwarz.

## Nachkriegszeit
Im Spruchkammerverfahren zur Entnazifizierung in Karlsruhe wurde Dreher als Mitläufer eingestuft.
Nach dem Krieg stieg er in das Seilereigeschäft seines Vaters ein, das er bis zu seinem 75. Lebensjahr führte.